# Diamesa ancysta
Diamesa ancysta är en tvåvingeart som beskrevs av Roback 1959. Diamesa ancysta ingår i släktet Diamesa och familjen fjädermyggor. Inga underarter finns listade i Catalogue of Life.